# Lókút
Lókút là một thị trấn thuộc hạt Veszprém, Hungary. Thị trấn này có diện tích 18,11 km², dân số năm 2010 là 496 người, mật độ 27 người/km².